# Ibrahim Aslan
Ibrahim Aslan, född 1936 i Tanta, död 2012, var en egyptisk författare och journalist.
Aslan var Kairokorrespondent för den libanesiska dagstidningen Al-Hayat. Hans första novellsamling Buharyrat al-Masah ("Kvällssjön") publicerades 1972, och hans andra, Youssef wal-Rida' ("Josef och kläderna") 1987. Hans debutroman Malik al-Hazin ("Hägern", 1983) filmatiserades 1991 som Kit Kat, som blev en mycket framgångsrik film. Han har också skrivit romanerna As-safir al-Nil ("Nilsparvar", 1999) och Hugratan wa Salah ("Lägenhet med två sovrum", 2009).